# Chaetodipus hispidus
Espèce
Statut de conservation UICN

 LC  : Préoccupation mineure
Chaetodipus hispidus est une espèce qui fait partie des mammifères Rongeurs de la famille des Heteromyidae. Ce sont des souris à poches, c'est-à-dire à larges abajoues, et à poil dur. Cet animal vit au Mexique et aux États-Unis.
L'espèce a été décrite pour la première fois en 1858 par un ornithologue et un ichtyologiste américain, Spencer Fullerton Baird (1823-1887). 

## Liste des sous-espèces
Selon Mammal Species of the World (version 3, 2005)  (27 nov. 2012) :
- sous-espèce Chaetodipus hispidus hispidus
- sous-espèce Chaetodipus hispidus paradoxus
- sous-espèce Chaetodipus hispidus spilotus
- sous-espèce Chaetodipus hispidus zacatecae